# Дорогинка (Черниговская область)
Дороги́нка (укр. Дорогинка) — село, Ичнянская городская община, Прилукский район, Черниговская область, Украина.
Код КОАТУУ — 7421784001. Население по переписи 2001 года составляло 1083 человека, по данным 2021 года составляло 765 человек. 

## Географическое положение
Село Дорогинка находится на правом берегу реки Удай,
выше по течению на расстоянии в 1,5 км расположено село Томашовка,
ниже по течению на расстоянии в 3 км расположено село Бакаевка.
Русло реки сильно заболочено.
Через село проходит автомобильная дорога Т-2515.

## История
- На окраине села Дорогинка обнаружено городище периода Киевской Руси.
- В XIX веке село Дорогинка было в составе Талалаевской волости Нежинского уезда Черниговской губернии. В селе была Николаевская церковь[4][5].
- В 1859 году в селе Владельческом и казачьем Дорогинке была церковь и 202 двора где проживало 1541 человек (746 мужского и 795 женского пола).[6]
- 29 апреля (по другим данным 28 апреля) 1921 года возле села Дорогинка состоялся бой между отрядом Нежинской милиции и отрядом махновцев под командованием атамана Щуся с другой.

## Объекты социальной сферы
- Школа.
- Детский сад.
- Дом культуры.
- Больница.

## Достопримечательности
- Братская могила советских воинов.